# NGC 5130
NGC 5130 је лентикуларна галаксија у сазвежђу Девица која се налази на NGC листи објеката дубоког неба.
Деклинација објекта је - 10° 12' 37" а ректасцензија 13h 24m 27,2s. Привидна величина (магнитуда) објекта NGC 5130 износи 13,5 а фотографска магнитуда 14,5. NGC 5130 је још познат и под ознакама MCG -2-34-44, PGC 46866.